# Listă de actori brazilieni
Aceasta este o listă de actori brazilieni:

Cuprins: Început - 0–9 A B C D E F G H I J K L M N O P Q R S T U V W X Y Z

## Actori

### A
- Abílio Pereira de Almeida
- Abrahão Farc
- Adoniran Barbosa
- Adilson Barros
- Adriano Reys
- Afonso Brazza
- Agildo Ribeiro
- Aílton Graça
- Alberto Guzik
- Alberto Perez
- Alberto Ruschel
- Aldo César
- Alexandre Barillari
- Alexandre Barros
- Alexandre Borges
- Alexandre Frota
- Alexandre Lippiani
- Alexandre Machado
- Alexandre Moreno
- Alexandre Nero
- Alexandre Rodrigues
- Alexandre Slaviero
- Alexandre Zacchia
- Altair Lima
- Amilton Fernandes
- Amir Haddad
- Anderson Lau
- Anderson Müller
- André Arteche
- André Barros
- André Di Mauro
- André Bankoff
- André de Biase
- André Frateschi
- André Gonçalves
- André Luiz Miranda
- André Marques
- André Mattos
- André Moraes
- André Pimentel
- André Segatti
- André Valli
- Ângelo Antônio
- Ângelo Paes Leme
- Ankito
- Anselmo Duarte
- Anselmo Vasconcelos
- Antônio Abujamra
- Antonio Calloni
- Antônio Carlos
- Antônio Carlos Pires
- Antônio Fagundes
- Antonio Grassi
- Antônio Monteiro
- Antônio Patiño
- Antonio Petrin
- Antônio Pitanga
- Antônio Pompeo
- Anthony Steffen
- Apolo Correia
- Ariel Coelho
- Arlindo Lopes
- Armando Bógus
- Armando Geraldo
- Arnaldo Silveira
- Arrelia
- Ary Fontoura
- Ary França
- Ary Toledo
- Átila Iório
- Aurélio Teixeira
- Aurimar Rocha

### B
- Babu Santana
- Bemvindo Sequeira
- Benjamin Cattan
- Bernardo Marinho
- Brandão Filho
- Breno Mello
- Bruno Abrahão
- Bruno de Luca
- Bruno Fagundes
- Bruno Ferrari
- Bruno Gagliasso
- Bruno Garcia
- Bruno Mazzeo
- Bruno Padilha
- Zózimo Bulbul
- Bukassa Kabengele
- Bussunda
- Buza Ferraz

### C
- Cacá Carvalho
- Caco Ciocler
- Caio Blat
- Caio Castro
- Caio Graco
- Caio Junqueira
- Caíque Ferreira
- Camilo Bevilacqua
- Canarinho
- Carla Novaes
- Carlo Mossy
- Carlos Alberto
- Carlos Alberto Riccelli
- Carlos Augusto Strazzer
- Carlos Bonow
- Carlos Casagrande
- Carlos Duval
- Carlos Eduardo Dolabella
- Carlos Evelyn
- Carlos Farielo
- Carlos Gregório
- Carlos Imperial
- Carlos Kroeber
- Carlos Kurt
- Carlos Palma
- Carlos Takeshi
- Carlos Vereza
- Carlos Vergueiro
- Carlos Wilson
- Carlos Zara
- Carmo Dalla Vecchia
- Carvalhinho
- Cassiano Gabus Mendes
- Cássio Gabus Mendes
- Cássio Reis
- Cássio Scapin
- Castrinho
- Castro Gonzaga
- Catalano
- Cauã Reymond
- Cecil Thiré
- Celso Frateschi
- Celso Marques
- Chico Anísio
- Chico Diaz
- Chico Martins
- Chiquinho Brandão
- Christiana Guinle
- Cláudio Cavalcanti
- Cláudio Corrêa e Castro
- Claudio Gabriel
- Claudio Heinrich
- Cláudio Lins
- Cláudio Mamberti
- Cláudio Marzo
- Clayton Silva
- Clementino Kelé
- Coronel Ludugero
- Cosme dos Santos
- Costinha
- Cyl Farney

### D
- Dado Dolabella
- Dalton Vigh
- Dan Stulbach
- Daniel Ávila
- Daniel Boaventura
- Daniel Dantas
- Daniel de Oliveira
- Daniel Del Sarto
- Daniel Erthal
- Daniel Filho
- Daniel Zettel
- Dante Ruy
- Danton Mello
- Darlan Cunha
- Dary Reis
- David Cardoso
- David Neto
- Dedé Santana
- Delano Avelar
- Denis Carvalho
- Diogo Vilela
- Dionísio Azevedo
- Duam Socci
- Duda Nagle
- Dudu Azevedo
- Dudu Pelizzari

### E
- Edgard Franco
- Edney Giovenazzi
- Edson Celulari
- Edson França
- Eduardo Bakr
- Eduardo Conde
- Eduardo Dusek
- Eduardo Galvão
- Eduardo Lago
- Eduardo Martini
- Eduardo Moscovis
- Edward Boggis
- Edwin Luisi
- Élcio Romar
- Elias Gleizer
- Eliezer Gomes
- Emiliano Queiroz
- Emílio Orciollo Neto
- Ênio Gonçalves
- Ênio Santos
- Eri Johnson
- Eriberto Leão
- Erik Marmo
- Ernani Moraes
- Ernesto Piccolo
- Erom Cordeiro
- Evandro Mesquita
- Ewerton de Castro

### F
- Fabiano Augusto
- Fábio Assunção
- Fábio Azevedo
- Fábio Lago
- Fábio Júnior
- Fábio Junqueira
- Fábio Porchat
- Fábio Sabag
- Fábio Villa Verde
- Fausto Rocha
- Felipe Camargo
- Felipe Carone
- Felipe Folgosi
- Felipe Grinnan
- Felipe Kannenberg
- Felipe Martins
- Felipe Pinheiro
- Fernando Almeida
- Fernando Eiras
- Fernando Gomes
- Fernando José
- Fernando Pavão
- Fernando Peixoto
- Fernando Ramos da Silva
- Fernando Reski
- Fernando Torres
- Fiuk
- Flamíneo Fávero
- Flávio Faustinoni
- Flávio Galvão
- Flávio Guarnieri
- Flávio Migliaccio
- Flávio Silvino
- Floriano Peixoto
- Francarlos Reis
- Francisco Cuoco
- Francisco Dantas
- Francisco Di Franco
- Francisco Milani
- Fregolente
- Fulvio Stefanini

### G
- Gabriel Braga Nunes
- Gabriel Wainer
- Genézio de Barros
- Geraldo Alves
- Geraldo Del Rey
- Germano Filho
- Gero Camilo
- Gero Pestalozzi
- Gerson Brenner
- Gerson de Abreu
- Gerson Steves
- Gervásio Marques
- Gésio Amadeu
- Gian Carlo
- Gianfrancesco Guarnieri
- Gilberto Martinho
- Giuseppe Oristanio
- Gracindo Júnior
- Grande Otelo
- Gregório Duvivier
- Guilherme Berenguer
- Guilherme Corrêa
- Guilherme de Pádua
- Guilherme Fontes
- Guilherme Karan
- Guilherme Leme
- Guilherme Piva
- Guilherme Vieira
- Guilherme Weber
- Guilherme Winter
- Gustavo Goulart
- Gustavo Haddad
- Gustavo Leão
- Gustavo Mello
- Gustavo Paso

### H
- Harildo Deda
- Haroldo Botta
- Haroldo de Oliveira
- Heitor Martinez
- Helber Rangel
- Helder Agostini
- Hélio Souto
- Hemílcio Fróes
- Henri Castelli
- Henri Pagnocelli
- Henrique Martins
- Henrique Mello
- Henrique Pires
- Hermes Barolli
- Herson Capri
- Herval Rossano
- Hugo Carvana
- Hugo Gross
- Humberto Carrão
- Humberto Martins

### I
- Ilya São Paulo
- Iran Malfitano
- Irving São Paulo
- Isaac Bardavid
- Ítalo Rossi
- Ivam Cabral
- Ivan Cândido
- Ivan de Albuquerque
- Ivan de Almeida
- Ivan Mesquita
- Ivan Setta
- Ivo Holanda
- Ivon Curi

### J
- Jackson Antunes
- Jackson costa
- Jacques Lagoa
- Jaime Barcelos
- Jaime Costa
- Jairo Matos
- Jan Louie Baran Amparo
- Jandir Ferrari
- Jardel Filho
- Jardel Mello
- Jason A. Jölsen
- Jayme Matarazzo
- Jayme Periard
- Jean Fercondini
- Jece Valadão
- Jô Soares
- João Antonio
- João Bourbonnais
- João Caetano
- João Carlos Barroso
- João José Pompeo
- João Paulo Adour
- João Rebello
- João Signorelli
- João Velho
- João Vitti
- Joel Barcellos
- Jofre Soares
- John Herbert
- Jonas Bloch
- Jonas Mello
- Jonas Torres
- Jonathan Haagensen
- Jonathan Nogueira
- Jonatas Faro
- Jorge Cherques
- Jorge de Sá
- Jorge Caetano
- Jorge Dória
- Jorge Fernando
- Jorge Laffond
- Jorge Loredo
- Jorge Pontual
- José Augusto Branco
- José D'Artagnan Júnior
- José de Abreu
- José Dumont
- José Lewgoy
- José Maria Santos
- José Mayer
- José Parisi
- José Pimentel
- José Rubens Chachá
- José Wilker
- Joseph Meyer
- Juan Alba
- Juan Daniel
- Juan de Bourbon
- Juca de Oliveira
- Júlio Braga
- Júlio César Cruz

### K
- Kadu Moliterno
- Kayky Brito
- Kito Junqueira
- Kid Mahall
- Klebber Toledo
- Kátia Kieling

### L
- Laerte Morrone
- Lafayette Galvão
- Lauro Corona
- Lauro Góes
- Lázaro Ramos
- Leonardo Brício
- Leonardo Carvalho
- Leonardo Machado
- Leonardo Medeiros
- Leonardo Miggiorin
- Leonardo Vieira
- Leonardo Villar
- Leopoldo Fróes
- Leopoldo Pacheco
- Leiba Raw
- Licurgo Spínola
- Lilico
- Lima Duarte
- Lineu Dias
- Lu Martan
- Luciano Chirolli
- Luciano Szafir
- Luciano Vianna
- Lúcio Mauro
- Lúcio Mauro Filho
- Lugui Palhares
- Lui Mendes
- Luigi Baricelli
- Luigi Picchi
- Luís Carlos Arutim
- Luís Carlos de Moraes
- Luís Delfino
- Luís Gustavo
- Luís Melo
- Luís Salem
- Luiz Armando Queiroz
- Luiz Carlos Braga
- Luís Carlos Miele
- Luiz Carlos Tourinho
- Luiz Carlos Vasconcelos
- Luiz Guilherme
- Luís Linhares
- Luiz Maçãs
- Lutero Luís

### M
- Magalhães Graça
- Malvino Salvador
- Manfredo Colassanti
- Manuel da Nóbrega
- Marcello Antony
- Marcello Melo Jr.
- Marcelo Adnet
- Marcelo Bones
- Marcelo Brou
- Marcelo Capobiango
- Marcelo Faria
- Marcelo Ibrahim
- Marcelo Laham
- Marcelo Mansfield
- Marcelo Médici
- Marcello Novaes
- Marcelo Picchi
- Marcelo Piriggo
- Marcelo Saback
- Marcelo Serrado
- Márcio Garcia
- Márcio Kieling
- Marco Antônio Gimenez
- Marco Antônio Pâmio
- Marco Luque
- Marco Miranda
- Marco Nanini
- Marco Ricca
- Marcos Breda
- Marcos Caruso
- Marcos Frota
- Marcos Mion
- Marcos Oliveira
- Marcos Palmeira
- Marcos Pasquim
- Marcos Paulo
- Marcos Plonka
- Marcos Pitombo
- Marcos Waimberg
- Marcos Winter
- Mario Benvenutti
- Mário Cardoso
- Mário Frias
- Mário Gomes
- Mário Lago
- Mário Sérgio
- Matheus Carrieri
- Matheus Nachtergaele
- Matheus Rocha
- Marthus Matias
- Martim Francisco
- Maurício Destri
- Maurício do Valle
- Maurício Gonçalves
- Maurício Mattar
- Mauro Mendonça
- Max Fercondini
- Mazzaropi
- Micael Borges
- Michel Bercovitch
- Miguel Falabella
- Miguel Magno
- Miguel Thiré
- Milhem Cortaz
- Milton Carneiro
- Milton Gonçalves
- Milton Moraes
- Milton Ribeiro
- Moacyr Deriquém
- Murillo Araujo
- Murilo Benício
- Murilo Nery
- Murilo Rosa
- Mussum

### N
- Navarro de Andrade
- Nelson Caruso
- Nelson Dantas
- Nelson Xavier
- Nestor de Montemar
- Newton Prado
- Ney Latorraca
- Nico Puig
- Nicola Siri
- Nildo Parente
- Nill Marcondes
- Nizo Neto
- Norton Nascimento
- Nuno Leal Maia

### O
- Oberdan Junior
- Odilon Wagner
- Older Cazarré
- Olney Cazarré
- Orlando Drummond
- Oscar Magrini
- Oscarito
- Osmar Prado
- Oswaldo Loureiro
- Oswaldo Louzada
- Oswaldo Mendes
- Otávio Augusto
- Otávio Müller
- Otello Zeloni
- Othon Bastos

### P
- Pagano Sobrinho
- Palhaço Xuxu
- Paoletti
- Paulo Autran
- Paulo Betti
- Paulo Castelli
- Paulo Celestino
- Paulo César Grande
- Paulo César Pereio
- Paulo Caruso
- Paulo Coronato
- Paulo Figueiredo
- Paulo Friebe
- Paulo Giardini
- Paulo Gonçalves
- Paulo Gorgulho
- Paulo Goulart
- Paulo Gracindo
- Paulo Guarnieri
- Paulo Hesse
- Paulo José
- Paulo Miklos
- Paulo Nigro
- Paulo Porto
- Paulo Silvino
- Paulo Vilhena
- Paulo Villaça
- Paulo Zulu
- Pedro Cardoso
- Pedro Malta
- Pedro Neschling
- Pedro Paulo Borelli
- Percy Aires
- Perry Salles
- Petrônio Gontijo
- Piolin
- Plínio Marcos
- Procópio Ferreira

### R
- Rafael Almeida
- Rafael Calomeni
- Rafael Cardoso
- Rafael Zulu
- Ranieri Gonzalez
- Raoni Carneiro
- Raul Cortez
- Raul Gazolla
- Raw Leiba
- Raymundo de Souza
- Reginaldo Faria
- Régis Monteiro
- Reinaldo Gonzaga
- Renato Aragão
- Renato Borghi
- Renato Consorte
- Renato Corte Real
- Renato Master
- Renato Restier
- Reynaldo Gianecchini
- Ricardo Blat
- Ricardo Garcia
- Ricardo Pavão
- Ricardo Pereira
- Ricardo Petraglia
- Ricardo Tozzi
- Roberto Battaglin
- Roberto Bomtempo
- Roberto Bonfim
- Roberto Maya
- Roberto Pirillo
- Rocco Pitanga
- Rodolfo Arena
- Rodolfo Bottino
- Rodolfo Mayer
- Rodrigo Faro
- Rodrigo Hilbert
- Rodrigo Lombardi
- Rodrigo Penna
- Rodrigo Phavanello
- Rodrigo Santoro
- Rodrigo Veronese
- Roger Gobeth
- Rogério Cardoso
- Rogério Fróes
- Rogério Márcico
- Rolando Boldrin
- Rômulo Arantes
- Rômulo Arantes Neto
- Ronald Golias
- Ronnie Marruda
- Ronny Kriwat
- Rony Cócegas
- Rony Rios
- Rubens Corrêa
- Rubens de Falco
- Rui Calisto
- Ruy Rezende

### S
- Sadi Cabral
- Samuel dos Santos
- Sandro Polloni
- Sebastião Vasconcelos
- Selton Mello
- Serafim Gonzalez
- Sérgio Abreu
- Sérgio Britto
- Sérgio Cardoso
- Sérgio Hingst
- Sérgio Hondjakoff
- Sergio Kato
- Sérgio Malheiros
- Sérgio Mamberti
- Sérgio Marone
- Sérgio Menezes
- Sérgio Reis
- Sérgio Viotti
- Sidney Magal
- Sidney Sampaio
- Sílvio de Abreu
- Simplício
- Stênio Garcia
- Stephan Nercessian

### T
- Tadeu Aguiar
- Tarcísio Meira
- Tarcísio Filho
- Tato Gabus Mendes
- Taumaturgo Ferreira
- Thales Pan Chacon
- Théo Becker
- Theodoro Cochrane
- Thiago de Los Reyes
- Thiago Fragoso
- Thiago Lacerda
- Thiago Martins
- Thiago Picchi
- Thiago Rodrigues
- Thierry Figueira
- Tiago Santiago
- Tião D'Ávila
- Tião Macalé
- Tom Cavalcante
- Tonico Pereira
- Tony Ferreira
- Tony Ramos
- Tony Tornado
- Tony Vieira
- Tuca Andrada
- Turíbio Ruiz

### U
- Ulysses Ferraz
- Umberto Magnani

### V
- Vagareza
- Vicente Leporace
- Victor Fasano
- Víctor Vágner
- Vladimir Brichta
- Vinícius Machado

### W
- Wagner Moura
- Wagner Santisteban
- Walmor Chagas
- Waldir Gozzi
- Walter Breda
- Walter D'Ávila
- Wálter Forster
- Werner Schünemann
- Wilson Grey
- Wolf Maia

### X
- Xando Graça
- Xisto Guzzi

### Y
- Yunes Chami

### Z
- Zacarias
- Zanoni Ferrite
- Zé Carlos Machado
- Zé do Caixão
- Zé Trindade
- Zé Victor Castiel
- Zéu Britto
- Zbigniew Ziembiński

## Actresses

### A
- Abigail Maia
- Ada Chaseliov
- Adelaide Chiozzo
- Adriana Esteves
- Adriana Lessa
- Adriana Alves
- Adriana Prieto
- Agnes Fontoura
- Aisha Jambo
- Aizita Nascimento
- Alcione Mazzeo
- Alda Garrido
- Aldine Müller
- Alessandra Corrêa
- Alessandra Maestrini
- Alessandra Negrini
- Alessandra Verney
- Alessandra Aguiar
- Alexandra Marzo
- Alice Borges
- Alice Braga
- Alinne Moraes
- Amandha Lee
- Amanda Richter
- Amélia Bittencourt
- Ana Ariel
- Ana Beatriz Nogueira
- Ana Botafogo
- Ana Carbatti
- Ana Cecília Costa
- Ana Kutner
- Ana Lúcia Torre
- Ana Maria Braga
- Ana Maria Nascimento e Silva
- Ana Maria Magalhães
- Ana Paula Arósio
- Ana Paula Bouzas
- Ana Paula Tabalipa
- Ana Paula Vieira
- Ana Roberta Gualda
- Ana Rosa
- Andréa Avancini
- Andréa Beltrão
- Andréa Richa
- Andréa Veiga
- Andréia Horta
- Anecy Rocha
- Ângela Leal
- Ângela Vieira
- Angélica
- Angelina Muniz
- Angelita Feijó
- Anna Sophia Folch
- Annamaria Dias
- Anilza Leoni
- Aracy Balabanian
- Aracy Cardoso
- Aracy Cortes
- Ariclê Perez
- Ariela Massotti
- Arlete Montenegro
- Arlete Salles
- Aurora Miranda
- Aymara Limma

### B
- Babi Xavier
- Bárbara Borges
- Bárbara Bruno
- Bárbara de la Fuente
- Bárbara Paz
- Bárbara Fazzio
- Beatriz Lyra
- Beatriz Segall
- Bel Kutner
- Berta Loran
- Berta Zemmel
- Bete Coelho
- Bete Mendes
- Beth Goulart
- Betty Erthal
- Betty Faria
- Betty Gofman
- Betty Lago
- Bia Montez
- Bia Nunnes
- Bia Seidl
- Bianca Bin
- Bianca Byington
- Bianca Castanho
- Bianca Comparato
- Bianca Rinaldi
- Bibi Ferreira
- Bibi Vogel
- Branca Camargo
- Bruna di Túllio
- Bruna Linzmeyer
- Bruna Lombardi
- Bruna Marquezine

### C
- Cacau Melo
- Cacilda Becker
- Cacilda Lanuza
- Camila Amado
- Camila dos Anjos
- Camila Morgado
- Camila Pitanga
- Camila Rodrigues
- Carla Camurati
- Carla Daniel
- Carla Diaz
- Carla Marins
- Carla Regina
- Carolinie Figueiredo
- Carmem Monegal
- Carmem Silva
- Carmen Miranda
- Carmen Santos
- Carmen Verônica
- Carminha Brandão
- Carol Abras
- Carol Castro
- Carol Machado
- Carolina Dieckmann
- Carolina Ferraz
- Carolina Pavanelli
- Carolina Kasting
- Carolyna Aguiar
- Cássia Kis Magro
- Cássia Linhares
- Catarina Abdala
- Cecília Dassi
- Célia Biar
- Célia Coutinho
- Célia Helena
- Chica Xavier
- Chris Couto
- Christiana Kalache
- Christiana Ubach
- Christiane Torloni
- Christine Fernandes
- Cidinha Milan
- Cinira Camargo
- Cissa Guimarães
- Clarice Falcão
- Clarisse Abujamra
- Cláudia Abreu
- Cláudia Alencar
- Claudia Jimenez
- Cláudia Lira
- Cláudia Magno
- Cláudia Mauro
- Cláudia Netto
- Cláudia Ohana
- Cláudia Raia
- Cléa Simões
- Cléo Pires
- Cléo Ventura
- Cleyde Blota
- Cleyde Yáconis
- Consuelo Leandro
- Cris Bonna
- Cris Vianna
- Cristiana Oliveira
- Cristina Aché
- Cristina Galvão
- Cristina Mullins
- Cristina Pereira
- Cristina Prochaska
- Cynthia Falabella

### D
- Daisy Lucidi
- Daniela Escobar
- Daniela Camargo
- Daniela Carvalho
- Daniela Faria
- Daniela Perez
- Daniele Suzuki
- Danielle Winits
- Danni Carlos
- Dayenne Mesquita
- Débora Bloch
- Débora Duarte
- Débora Falabella
- Débora Lamm
- Débora Olivieri
- Deborah Evelyn
- Deborah Secco
- Dedina Bernardelli
- Denise Del Vecchio
- Denise Dumont
- Denise Fraga
- Denise Milfont
- Denise Stoklos
- Denise Weinberg
- Dercy Gonçalves
- Diana Morel
- Dilma Lóes
- Dina Sfat
- Dina Lisboa
- Dira Paes
- Dirce Migliaccio
- Diva Pacheco
- Djenane Machado
- Dorinha Duval
- Doris Giesse
- Drica Moraes

### E
- Edith Siqueira
- Elaine Cristina
- Elena Toledo
- Eliana Fonseca
- Eliana Guttman
- Eliana Macedo
- Eliana Ovalle
- Eliane Giardini
- Élida L'Astorina
- Élida Muniz
- Eliete Cigarini
- Elisa Fernandes
- Elisa Lucinda
- Elisa Volpatto
- Elizabeth Hartmann
- Elizabeth Savalla
- Elizângela
- Elke Maravilha
- Ellen Rocche
- Eloísa Mafalda
- Elza Gomes
- Ema D'Ávila
- Enedina Lisboa
- Estelita Bell
- Esther Góes
- Etty Fraser
- Eva Nill
- Eva Todor
- Eva Wilma

### F
- Fabiana Karla
- Fabíula Nascimento
- Fafy Siqueira
- Fátima Freire
- Fernanda de Freitas
- Fernanda Lima
- Fernanda Machado
- Fernanda Montenegro
- Fernanda Muniz
- Fernanda Nobre
- Fernanda Paes Leme
- Fernanda Rodrigues
- Fernanda Souza
- Fernanda Torres
- Fernanda Vasconcellos
- Fiorella Matheis
- Flávia Alessandra
- Flávia Monteiro
- Flora Geny
- Franciely Freduzeski
- Francisca Queiroz
- Françoise Forton

### G
- Gabriela Alves
- Gabriela Duarte
- Geny Prado
- Geórgia Gomide
- Georgiana Góes
- Gilda de Abreu
- Giovanna Antonelli
- Giovanna Ewbank
- Giovanna Lancellotti
- Gisele Fraga
- Gisele Bündchen
- Giselle Itié
- Giselle Policarpo
- Giulia Gam
- Glauce Graieb
- Glauce Rocha
- Glória Menezes
- Glória Pires
- Gorete Milagres
- Gottsha
- Gracinda Freire
- Graziella Moretto
- Graziella Schmitt
- Grazielli Massafera
- Guilhermina Guinle
- Guta Stresser
- Guy Loup

### H
- Helen Ganzarolli
- Helena Ignez
- Helena Ramos
- Helena Ranaldi
- Helena Xavier
- Heloísa Helena
- Heloísa Millet
- Heloísa Périssé
- Henriette Morineau
- Henriqueta Brieba
- Hilda Rebello

### I
- Iara Jamra
- Ida Gomes
- Ildi Silva
- Ilka Soares
- Ilva Niño
- Imara Reis
- Inês Galvão
- Inez Viegas
- Inezita Barroso
- Ingra Liberato
- Ingrid Guimarães
- Iracema de Alencar
- Iracema Starling
- Irene Ravache
- Irene Stefânia
- Íris Bruzzi
- Irma Alvarez
- Isabel Fillardis
- Isabel Ribeiro
- Isabela Garcia
- Isabelle Drummond
- Isadora Ribeiro
- Isaura Bruno
- Ísis de Oliveira
- Ísis Koschdoski
- Ísis Valverde
- Isolda Cresta
- Ítala Nandi
- Itália Fausta
- Ivete Bonfá

### J
- Jackeline Petkovic
- Jacqueline Laurence
- Jacyra Sampaio
- Jacyra Silva
- Janaína Lince
- Jandira Martini
- Jéssika Alves
- Joana Fomm
- Joana Limaverde
- Joana Morcazel
- Júlia Almeida
- Juliana Alves
- Júlia Feldens
- Júlia Lemmertz
- Juliana Lohmann
- Juliana Baroni
- Juliana Didone
- Juliana Knust
- Juliana Martins
- Juliana Mesquita
- Juliana Paes
- Juliana Paiva
- Juliana Schalch
- Juliana Silveira
- Juçara Morais
- Jussara Freire

### K
- Karin Rodrigues
- Karina Bacchi
- Karina Barum
- Karina Perez
- Karine Carvalho
- Kate Hansen
- Kate Lyra
- Kátia D'Angelo
- Katiuscia Canoro

### L
- Lady Francisco
- Larissa Bracher
- Larissa Maciel
- Larissa Queiroz
- Laura Cardoso
- Laura Neiva
- Lavínia Vlasak
- Léa Camargo
- Léa Garcia
- Leandra Leal
- Leila Cravo
- Leila Lopes
- Leila Diniz
- Leila Miranda
- Leina Krespi
- Lélia Abramo
- Leona Cavalli
- Leonor Lambertini
- Letícia Colin
- Letícia Persiles
- Letícia Sabatella
- Letícia Spiller
- Lia de Aguiar
- Liana Duval
- Lícia Magna
- Lídia Brondi
- Lídia Costa
- Lídia Mattos
- Lígia Cortez
- Lígia Fagundes
- Lília Cabral
- Lilian Lemmertz
- Liliana Castro
- Lívia Falcão
- Liza Vieira
- Lizandra Souto
- Lola Brah
- Lolita Rodrigues
- Louise Cardoso
- Lourdes Mayer
- Lu Grimaldi
- Lu Mendonça
- Lua Blanco
- Luana Piovani
- Lucélia Santos
- Lúcia Alves
- Lúcia Lambertini
- Lúcia Mello
- Lúcia Veríssimo
- Luciana Braga
- Luciana Didone
- Luciana Rigueira
- Luciana Vendramini
- Luciene Adami
- Lucinha Lins
- Lucy Mafra
- Lucy Meirelles
- Ludmila Dayer
- Luisa Friese
- Luise Andruskevicius
- Luiza Brunet
- Luiza Curvo
- Luiza Mariani
- Luiza Tomé
- Luma de Oliveira
- Lupe Gigliotti

### M
- Madalena Nicol
- Maíra Dvorek
- Maitê Proença
- Maitê Piragibe
- Malu Mader
- Malu Valle
- Manuela do Monte
- Manoelita Lustosa
- Mara Carvalho
- Mara Manzan
- Mara Rúbia
- Marcela Barrozo
- Marcella Valente
- Márcia Cabrita
- Márcia de Windsor
- Márcia Maria
- Márcia Real
- Márcia Rodrigues
- Maria Alice Vergueiro
- Maria Alves
- Maria Aparecida Alves
- Maria Aparecida Baxter
- Maria Ceiça
- Maria Clara David
- Maria Cláudia
- Maria Della Costa
- Maria Eduarda Machado
- Maria Estela
- Maria Fernanda
- Maria Fernanda Cândido
- Maria Flor
- Maria Gladys
- Maria Helena Dias
- Maria Helena Pader
- Maria Helena Velasco
- Maria Isabel de Lizandra
- Maria João Bastos
- Maria Lúcia Dahl
- Maria Luísa Mendonça
- Maria Luiza Castelli
- Maria Mariana
- Maria Martins
- Maria Maya
- Maria Padilha
- Maria Paula
- Maria Pompeo
- Maria Ribeiro
- Maria Sílvia
- Maria Tereza
- Maria Zilda
- Mariah Rocha
- Mariana Hein
- Mariana Molina
- Mariana Rios
- Mariana Ximenes
- Marieta Severo
- Marília Barbosa
- Marília Gabriela
- Marília Pêra
- Marilu Bueno
- Marina Montini
- Marina Ruy Barbosa
- Marisa Orth
- Marisa Prado
- Marisa Sanches
- Marisol Ribeiro
- Marjorie Estiano
- Marly Bueno
- Martha Overbeck
- Mary Sheyla
- Matilde Mastrangi
- Maximira Figueiredo
- Mayara Magri
- Maytê Piragibe
- Mel Fronckowiak
- Mel Lisboa
- Mika Lins
- Mila Moreira
- Milena Toscano
- Miriam Pires
- Mirian Freeland
- Monah Delacy
- Mônica Carvalho
- Mônica Torres
- Monique Alfradique
- Monique Alves
- Monique Lafond
- Morena Baccarin
- Mylla Christie
- Myriam Mehler
- Myriam Muniz
- Myriam Pérsia
- Myrian Martin
- Myrian Rios

### N
- Nádia Lippi
- Nádia Maria
- Nair Bello
- Nana Gouvêa
- Nanda Costa
- Narjara Turetta
- Natália do Vale
- Natália Guimarães
- Natália Lage
- Nathalia Dill
- Nathália Rodrigues
- Nathalia Timberg
- Nélia Paula
- Neusa Maria Faro
- Neuza Amaral
- Neuza Borges
- Nicette Bruno
- Nina de Pádua
- Nívea Maria
- Nívea Stelmann
- Norah Fontes
- Norma Bengell
- Norma Blum
- Norma Geraldy
- Nydia Lícia

### O
- Odete Lara
- Olivia Torres

### P
- Paloma Duarte
- Paolla Oliveira
- Patrícia Aires
- Patrícia Perrone
- Patrícia Bueno
- Patrícia de Sabrit
- Patrícia França
- Patrícia Mayo
- Patrícia Pillar
- Patrícia Travassos
- Patrícia Werneck
- Paula Burlamaqui
- Paula Lavigne
- Paula Picarelli
- Pepita Rodrigues
- Pérola Faria
- Priscila Camargo
- Priscila Fantin
- Preta Gil

### Q
- Quitéria Chagas

### R
- Rafaela Mandelli
- Raquel Nunes
- Regiane Alves
- Regina Braga
- Regina Casé
- Regina Duarte
- Regina Maria Dourado
- Regina Remencius
- Regina Restelli
- Rejane Arruda
- Renata Castro Barbosa
- Renata Dominguez
- Renata Fronzi
- Renata Sorrah
- Renée de Vielmond
- Reny de Oliveira
- Rita Cadilac
- Rita Cléos
- Rita Guedes
- Riva Nimitz
- Roberta Indio do Brasil
- Roberta Rodrigues
- Rosamaria Murtinho
- Rosana Garcia
- Rosane Gofman
- Rosanne Mulholland
- Rose Lima
- Rose Rondelli
- Rosi Campos
- Rossana Ghessa
- Ruth de Souza
- Ruth Escobar
- Ruth Romcy

### S
- Sandy Leah
- Samara Felippo
- Samantha Schmütz
- Sandra Annenberg
- Sandra Barsotti
- Sandra Bréa
- Sandra Pêra
- Selma Egrei
- Sheron Menezzes
- Silvia Bandeira
- Silvia Buarque
- Silvia Pfeifer
- Sílvia Salgado
- Simone Carvalho
- Simone Spoladore
- Solange Couto
- Solange Theodoro
- Sônia Braga
- Sônia Clara
- Sônia de Paula
- Sônia Guedes
- Sônia Mamede
- Sônia Oiticica
- Sônia Regina
- Sophia Abrahão
- Sophie Charlotte
- Soraya Ravenle
- Stella Freitas
- Stella Miranda
- Sthefany Brito
- Suely Franco
- Suelyn Medeiros
- Sura Berditchevsky
- Susana Werner
- Suzana Alves
- Suzana Faini
- Suzana Gonçalves
- Suzana Pires
- Suzana Vieira
- Suzy Camacho
- Suzy Rêgo
- Sylvia Bandeira
- Sylvia Massari

### T
- Taís Araújo
- Talita Castro
- Tamara Taxman
- Tammy Di Calafiori
- Tânia Alves
- Tânia Bondezan
- Tânia Kalil
- Tânia Scher
- Tarciana Saad
- Tássia Camargo
- Tatiana Issa
- Tatyane Goulart
- Teca Pereira
- Telma Cunha
- Tereza Raquel
- Tereza Seiblitz
- Terezinha Sodré
- Tessy Callado
- Tetê Pritzl
- Thaila Ayala
- Thaís de Andrade
- Thaís de Campos
- Thaís Fersoza
- Thaís Pacholek
- Thaíssa Carvalho
- Thalma de Freitas
- Thelma Reston
- Theresa Amayo
- Tônia Carrero
- Totia Meirelles

### V
- Valéria Alencar
- Valquíria Ribeiro
- Vanda Lacerda
- Vanessa de Oliveira
- Vanessa Gerbelli
- Vanessa Giácomo
- Vanessa Goulart
- Vanessa Lóes
- Vera Fischer
- Vera Gimenez
- Vera Holtz
- Vera Manhães
- Vera Zimmermann
- Via Negromonte
- Vic Militello
- Victória Rocha
- Viétia Zangrandi
- Vida Alves
- Violeta Ferraz
- Vivianne Pasmanter
- Viviane Victorette

### W
- Walderez de Barros
- Wanda Stefânia
- Wanda Kosmo
- Wilma de Aguiar
- Wilma Dias
- Wilza Carla

### X
- Xuxa Lopes
- Xuxa Meneghel

### Y
- Yaçanã Martins
- Yanna Lavigne
- Yara Amaral
- Yara Cortes
- Yara Lins
- Yachmin Gazal
- Yoná Magalhães
- Yolanda Cardoso

### Z
- Zaira Bueno
- Zaira Zambelli
- Zaquia Jorge
- Zeny Pereira
- Zezé Macedo
- Zezé Motta
- Zezé Polessa
- Zezeh Barbosa
- Zilka Salaberry
- Zilda Cardoso
- Zilda Mayo

## Vezi și
- Listă de regizori brazilieni